# セイラ (タレント)
セイラ（1983年12月10日 - ）は、福岡県北九州市出身のタレント・女優。本名は宮本 せいら（みやもと せいら）。血液型はA。以前はライトハウス所属。妹は二千花のボーカルの宮本一粋。2010年11月7日に結婚したと自らのブログで公表した。

## 笑点Jr.の「座布団運び」として
「こいつは凄芸!そいつは頂!!」でアシスタントおよび大喜利の座布団運びを務めた。女性の座布団運びは地上波の『笑点』では過去に小野千春が務めていた事があるが、座布団が地上波のものよりひと回り小さい事もありサポート役なしで務めている。これに限れば地上波も含めて史上初である（ちなみに小野のサポート役を務めていたのは桂米助（ヨネスケ）である）。
着用している衣装は膝元から下がカットされた青の浴衣である。ただしCSに移行後は丈が少し長くなった。
大喜利では、セクハラめいた答えを言ったメンバーを素っ飛んできて野球の素振りの如く座布団で頭を殴るやり取りがよく展開される（これは座布団が本家のものよりひと回り小さいから出来る事である。ただし山田とは違って座布団は持っていかない）。
また「使ってみよう!落語ことば」で林家たい平のアシスタントを務める阪井あかねとは仲が良いと自らのブログで語っている。

## 出演番組

### テレビ
- BS笑点（BS日テレ 2003年10月 - 2007年2月）→笑点Jr.（日テレプラス、2007年4月 - 2011年3月）
- テレビドラマ『エースをねらえ!』・高橋麻衣役 （テレビ朝日、2004年1月 - 3月）
- 渡辺県立笑軍学園（フジテレビ721）

### ラジオ
- 「LIVE-J」（アシスタント）（JFN系列）
- 「ガールズガード 女の子の保健室」（文化放送）

### 舞台
- Into the woods （2006年5月 - 6月、 新国立劇場、宮本せいら名義）